# Каллистрат (оратор)
Каллистрат (410—355 до н. э.) — сын Калликрата, влиятельный афинский оратор.
Его речь «τήν περί Ωρωποϋ δίκην» побудила Демосфена к изучению ораторского искусства. В 378—377 до н. э. Каллистрат был полководцем вместе с Хабрием и Тимофеем, в 373 — с Ификратом и Хабрием, а в 372 до н. э. способствовал заключению мира со Спартой.
В политике Каллистрат был патриотом и противником беотийской партии. Ему принадлежит замена дани союзников (греч. φόρος) складчиной (греч. σύνταζις), когда в 378 до н. э. был организован Второй афинский морской союз. Последним его делом в политике был союз спартанцев, эдейцев и ахейцев против фивян в 364 до н. э., вскоре после которого Каллистрат по неизвестной причине был изгнан. Он бежал в Македонию, где наладил работу таможни и основал с фазосцами Датон на берегу Фракии. В 355 до н. э. Каллистрат из тоски по родине вернулся без разрешения в Афины, был схвачен у алтаря 12 богов и казнён.